# Levir Culpi
Levir Culpi, detto Levir (Curitiba, 28 febbraio 1953), è un allenatore di calcio ed ex calciatore brasiliano, di ruolo difensore.
Ha iniziato la carriera da tecnico subito dopo essersi ritirato dall'attività agonistica con la maglia del Juventude. Ha all'attivo più di trecento panchine in prima divisione brasiliana.

## Carriera

### Club
Difensore centrale, giocò tra le altre con Coritiba, Botafogo e Santa Cruz, con cui partecipò alle prime edizioni del campionato brasiliano; si ritirò nel 1986.

### Allenatore
Iniziò con società che militavano principalmente nei campionati statali, ottenendo con il Criciúma la qualificazione alla Coppa Libertadores 1992, portando la squadra ai quarti di finale della competizione.
Con il Cruzeiro vinse la Coppa del Brasile 1996 battendo in finale il Palmeiras, suo primo titolo a livello nazionale. Allenò quindi il Cerezo Osaka nel 1997 e con il São Paulo vinse il Campionato Paulista del 2000 e si classificò al secondo posto in Coppa del Brasile.
Partecipò alla retrocessione del Palmeiras al termine del Campeonato Brasileiro Série A 2002 in qualità di allenatore: avendo assunto la guida del club in condizioni di classifica sfavorevoli, non riuscì ad evitare la retrocessione in Série B.
L'anno successivo fu il Botafogo a chiamarlo in panchina; retrocesso anch'esso come il Palmeiras nel 2002, riuscì a riportarlo in Série A al termine della stagione 2003.
Nel 2006 tornò all'Atlético-MG, che già aveva guidato in passato, vincendo il campionato di Série B e il Campionato Mineiro l'anno seguente, battendo in finale i rivali del Cruzeiro Esporte Clube per 4-0. Nel 2007 ha assunto la guida del Cerezo Osaka, in Giappone.

## Palmarès

### Giocatore
- Campionato Paranaense: 2

Coritiba: 1972, 1973
- Campionato Pernambucano: 1

Santa Cruz: 1975

### Allenatore

#### Competizioni statali
- Campionato Catarinense: 1

Criciúma: 1989
- Campionato Paranaense: 1

Paraná: 1993
- Campionato Mineiro: 4

Atlético-MG: 1995, 2007
Cruzeiro: 1996, 1998
- Campionato paulista: 1

San Paolo: 2000

#### Competizioni nazionali
- Campionato brasiliano di seconda divisione: 2

Inter Limeira: 1988
Atlético-MG: 2006
- Coppa del Brasile: 2

Cruzeiro: 1996
Atlético Mineiro: 2014

#### Competizioni internazionali
- Recopa Sudamericana: 2

Cruzeiro:1998
Atlético-MG:2014